# The Gas Station
The Gas Station is een Duitse korte film uit 2000 zonder dialoog van de Nederlandse regisseur Jos Stelling. De film is het vervolg op De wachtkamer en won de Grand Prize op Mediawave in Hongarije.

## Verhaal
Een man van middelbare leeftijd staat in de file en maakt oogcontact met een jonge vrouw. Als hij tegen de auto van de vrouw opbotst, stapt ze uit en rukt de achteruitkijkspiegel van zijn auto en neemt deze mee in haar eigen auto. De man blijft haar volgen, ook nadat haar vriend is wakker geworden en hem in de gaten heeft. Bij een tankstation krijgt hij zijn spiegel terug maar komt daardoor wel in de problemen.

## Rolverdeling
| Acteur          | Personage |
| --------------- | --------- |
| Gene Bervoets   | man       |
| Ellen ten Damme | vrouw     |
| Martijn Bosman  | vriend    |